# Meison di Carnaval de la Coumba Freida
Das Meison di Carnaval de la Coumba Freida (in Französisch Musée du carnaval de la Combe froide; im örtlichen Dialekt auch Mèizoùn di carnaval de la Coumba frèida; auch frz. Musée du carnaval d’Allein et de la Combe froide genannt) ist ein Volkskundemuseum, das vollständig dem Karneval in der Coumba Freida (Name im Francoprovenzalischen, frz. Combe froide, einem Gebiet, das aus dem Valpelline-Tal, dem Vallée du Grand-Saint-Bernard und dem Bionaz-Tal besteht) gewidmet ist und im Speziellen dem Karneval in Allein im Aostatal. Es ist Teil des Museumswerbezirkels „Musei in cammino“/„Musées en chemin“ und im Festen Haus Ayez, im Ortsteil Ayez, der Gemeinde Allein untergebracht.

## Casaforte di Ayez
Das denkmalgeschützte Haus ist ein festes Haus aus dem 15. Jahrhundert, ein klassisches Beispiel für die bäuerliche Architektur der Spätgotik. Das Gebäudeensemble, das aus mehreren Baukörpern besteht fast vollständig aus Trockenmauerwerk mit Fenstern aus Werkstein, die das für das Aostatal charakteristische Motiv eines umgekehrten Tropfens zeigen.Der architektonische Komplex wurde 1991 vom Landesdenkmalamt des Aostatals als Denkmal gelistet, die es nach einigen Nachforschungen als „stattliches Haus aus dem Spätmittelalter“ beschrieb.

### Galeriebilder

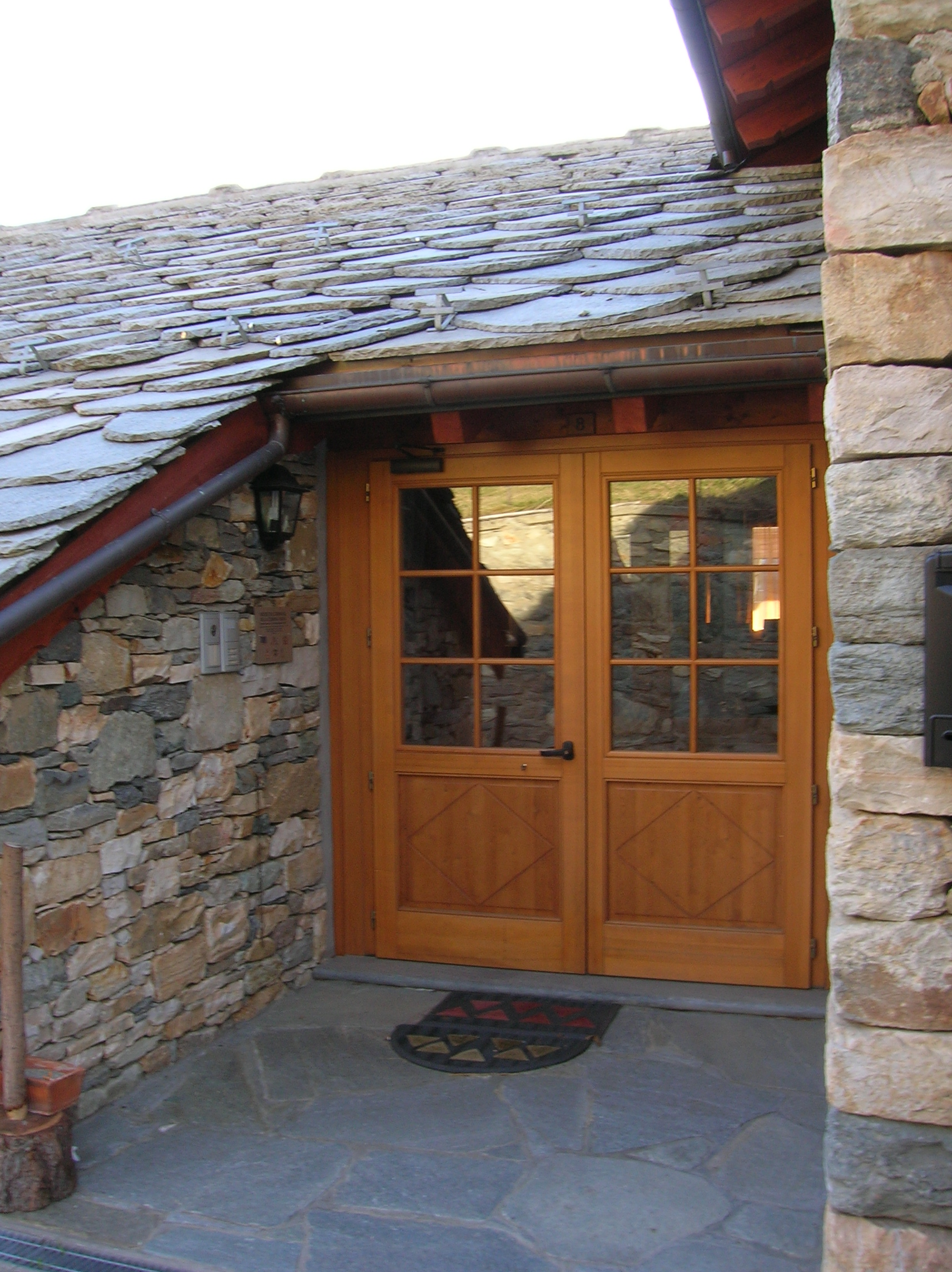
Eingang zum Museum
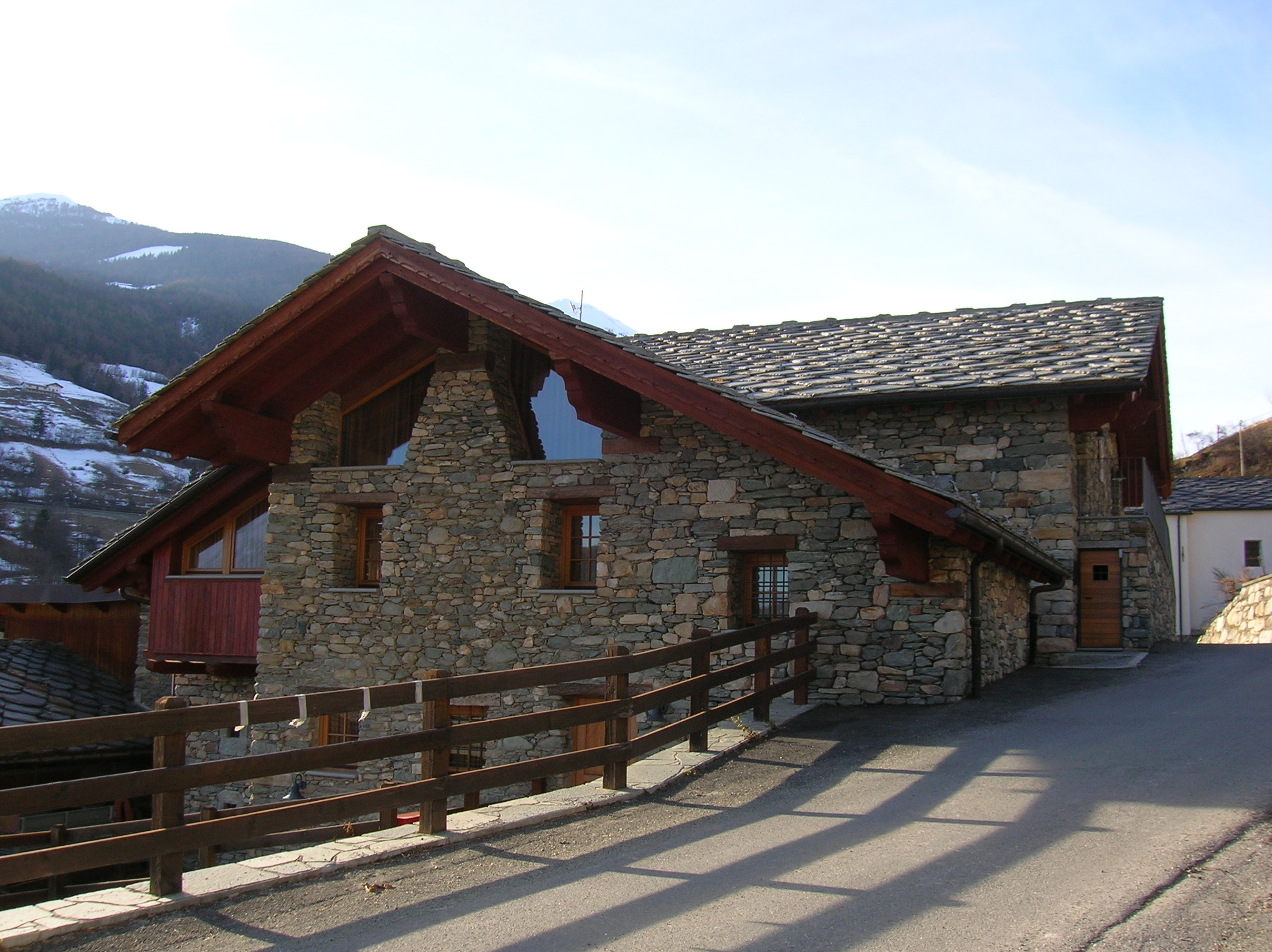
Ein weiterer Baukörper des denkmalgeschützten Komplexes
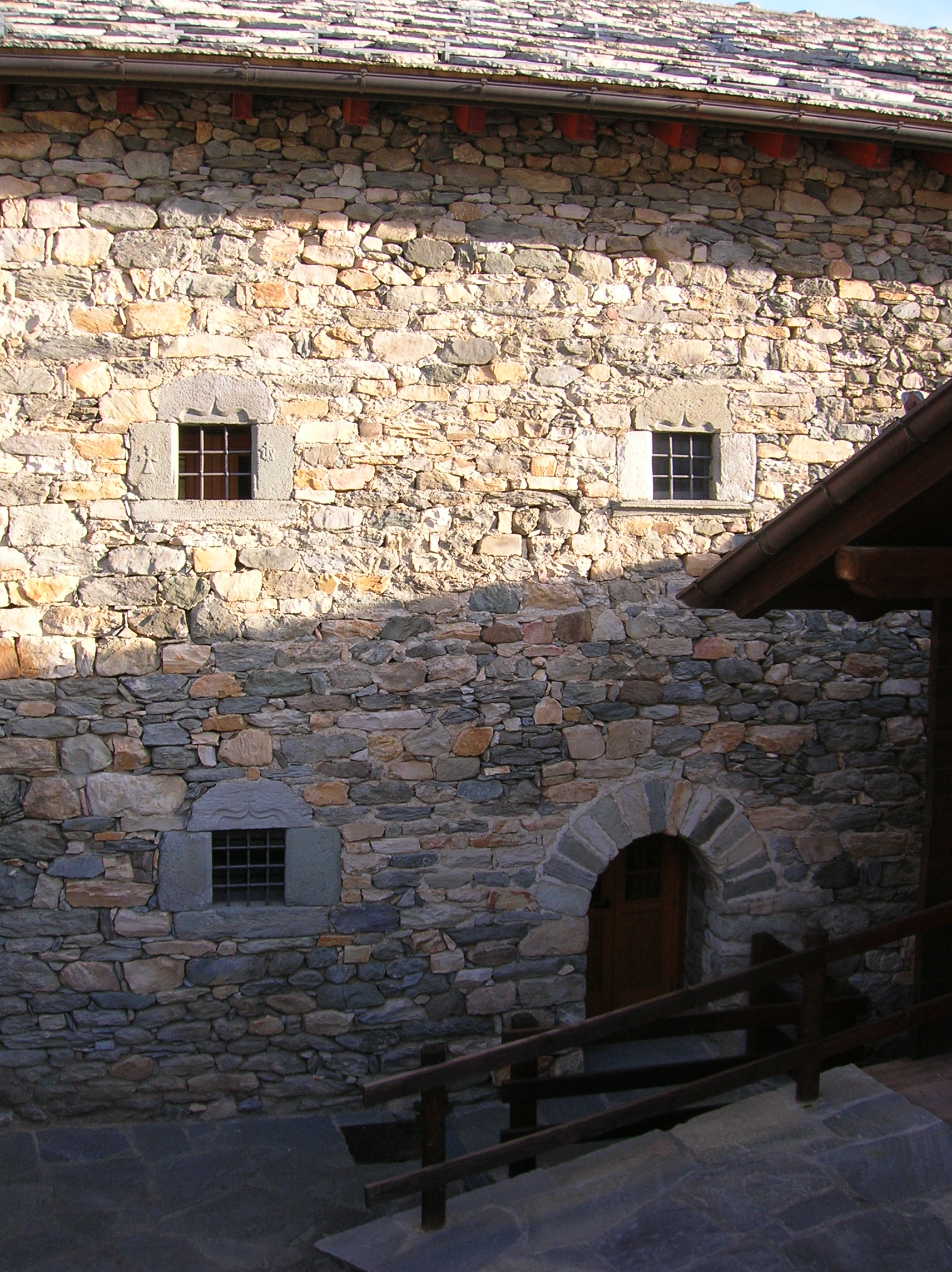
Außenwand mit dekorierten Fenstern aus Stein
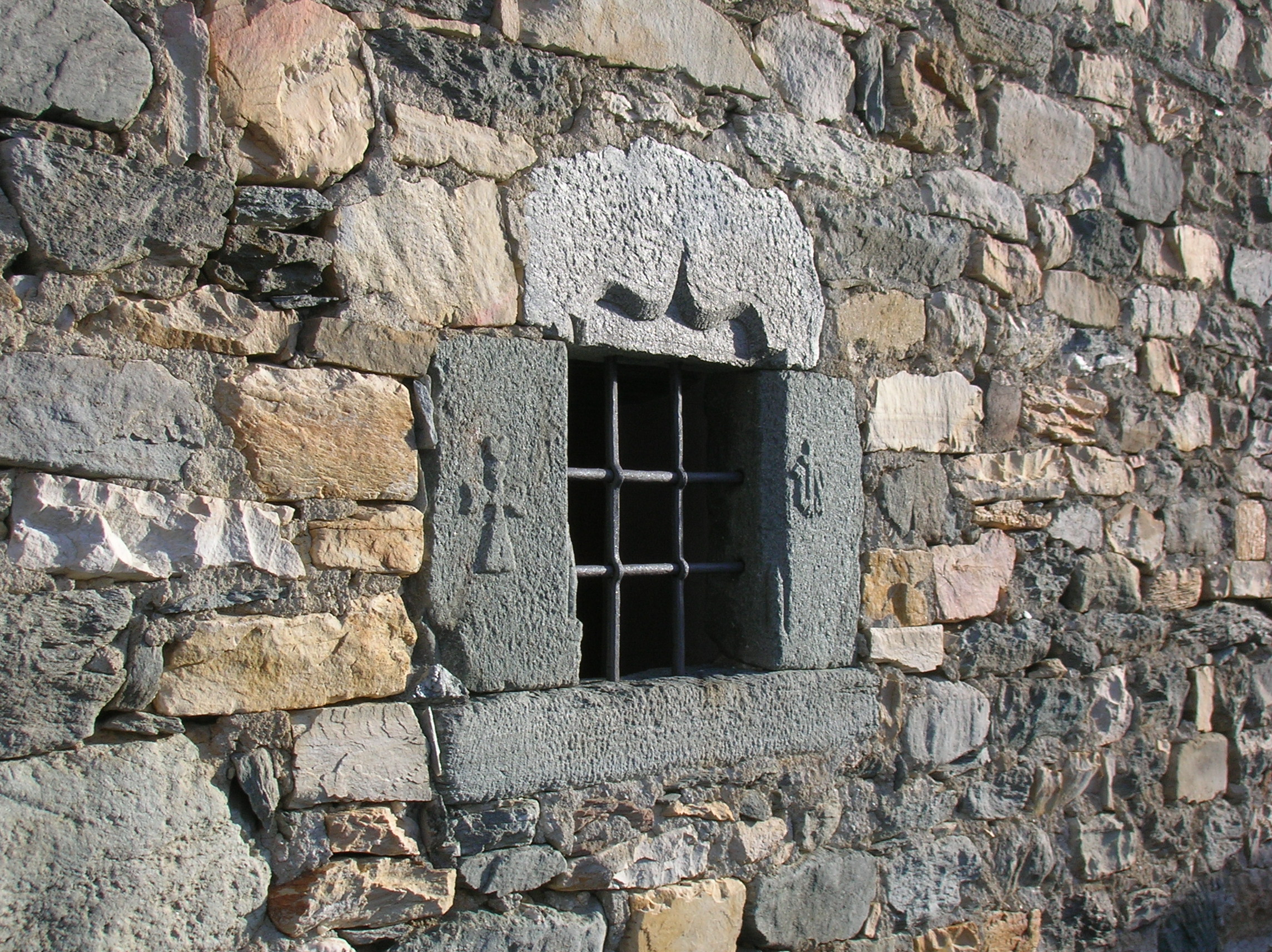
Detail eines Fensters

## Museum
Das Museum wurde im Juni 2006 eingeweiht und ist seit Frühjahr 2012 nach einigen Jahren der Entwicklung und der Einrichtung einer Kommission für die Museumsverwaltung im Gemeinderat für Besucher zugänglich.
Das Museum zeigt die Entwicklung der historischen Karnevalstradition der Coumba Freida, die eine der ältesten des Aostatals und der bemerkenswertesten der Alpen ist; sie wird auch heute noch in der örtlichen Gemeinde gepflegt.

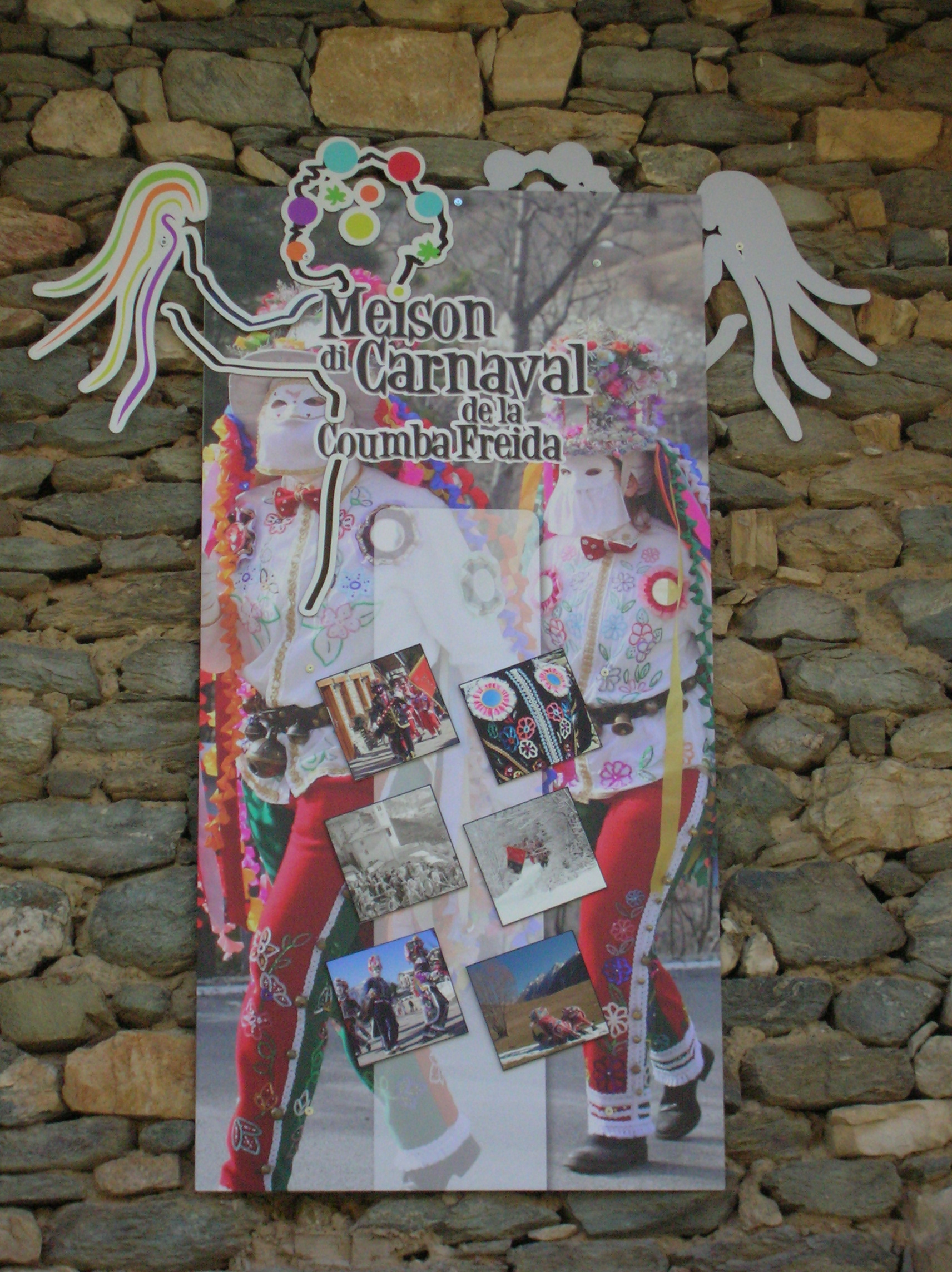
Das Schild auf der Fassade des Museums

Die Karnevale, die im Museum gezeigt werden, sind die der Gemeinden der Täler der Unité des Communes valdôtaines du Grand Combin, des Vallée du Grand-Saint-Bernard und des Valpelline-Tal: Es gibt Ausstellungsstücke der Karnevale von Allein, Ollomont, Valpelline, Doues, Étroubles, Bionaz, Gignod, Roisan, Saint-Oyen und Saint-Rhémy-en-Bosses.
Der ursprüngliche Kern des Museums besteht aus einer temporären Ausstellung, die vorher ihren eigenen Sitz hatte und aus einer Sammlung von Fotografien und einigen Kostümen besteht. Die Sammlung wurde erweitert, renoviert, und zu einer Dauerausstellung gemacht. Heute setzt sich das Museum aus einer Ausstellung von Fotografien, einer Sammlung traditioneller Kostüme der „Landzette“, den Karnevalsmasken, die der Sage nach Allegorien von Uniformen der Grand Armée sein müssen, die im Mai 1800 das Vallée du Grand-Saint-Bernard auf ihrem Zug nach Italien durchstreiften, einigen Videos und verschiedenen Veröffentlichungen und Archivmaterialien bestehen. Einer anderen Sage nach wurden die Kostüme von den Einwohnern des Dorfes zum Spaß und, um zwei Dorfbewohner mit ungewöhnlichen Kostümen zu feiern, „Le Toc“ und „La Tocca“, die nicht mehr ganz so jung waren und sich beschlossen haben, sich zu vermählen. An der „Bènda“ (Karnevalszug mit maskierten Gruppen namens „Patoille“) nehmen außer den „Landzetten“, „Le Toc“ und „La Tocca“ auch die traditionelle Bärenmaske – nur eine in jedem Karneval der Coumba Freida – teil, eine Allegorie, die auf den Bergkarneval zur Ankunft des Frühjahrs zurückgeht, und darüber hinaus der Harlekin, der Führer und die Musikanten.
Darüber hinaus wurden auch noch einige Räume wiederhergestellt, wie das Arbeitszimmer der Näherin: Die Kostüme der „Landzetten“ mit ihren Sätzen aus Mulischwänzen, Pailletten, Spiegeln und Farben werden heute wie früher
Insbesondere sind im Museum zu sehen:
- Materialien, die von Privatleuten gestiftet oder von ihnen abgekauft wurden
- Die Fotoausstellung Quand l’ours se réveille… Le Carnaval en Vallée d’Aoste de 1900 à 1970 der Fotothek des Bureau régional pour l’ethnologie et la linguistique (BREL)
- Materialien der Association Valdôtaine Archives Sonores (AVAS)
- Didaktische Materialien, die im Rahmen des Project Carnaval der Schulungsinstitution der Unité des Communes valdôtaines du Grand-Combin im Schuljahr 2003–2004 ausgearbeitet wurden
- Materialien, die im Rahmen des Interreg-Projektes IIIA 2007–2013 Grand-Saint-Bernard 360°, einem grenzüberschreitenden Kooperationsprojekt zwischen Italien und der Schweiz, hergestellt wurden

Das Museum ist nur am Samstag Nachmittag nach Reservierung ohne Beschränkung der Besucherzahl oder an Wochentagen für Gruppen mit mindestens 10 Personen zu besuchen. Darüber hinaus ist eine außerordentliche Öffnung in der Kulturwoche vorgesehen.